# Erioderus
Erioderus is een kevergeslacht uit de familie van de boktorren (Cerambycidae). De wetenschappelijke naam van het geslacht werd voor het eerst geldig gepubliceerd in 1861 door Thomson.

## Soorten
Erioderus omvat de volgende soorten:
- Erioderus candezei (Lameere, 1903)
- Erioderus hirtus (Fabricius, 1787)
- Erioderus mimicus Quentin & Villiers, 1978
- Erioderus pallens (Fabricius, 1798)